# Универмаг «Йонас»

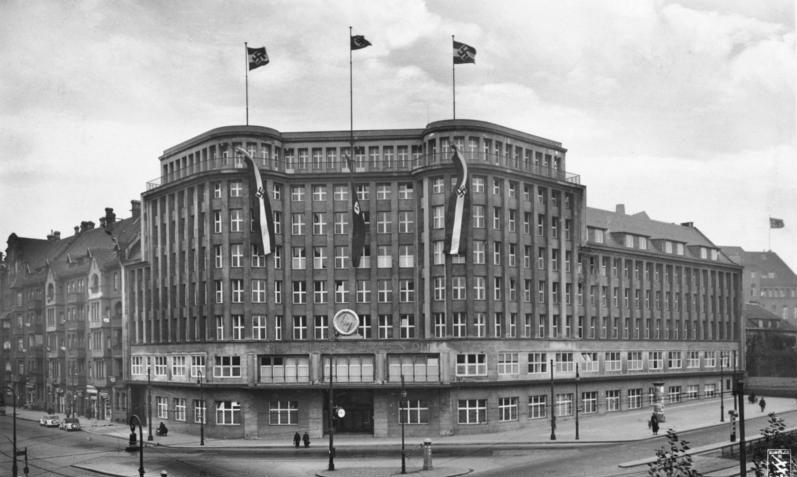
Дом рейхсюгендфюреров. 1933

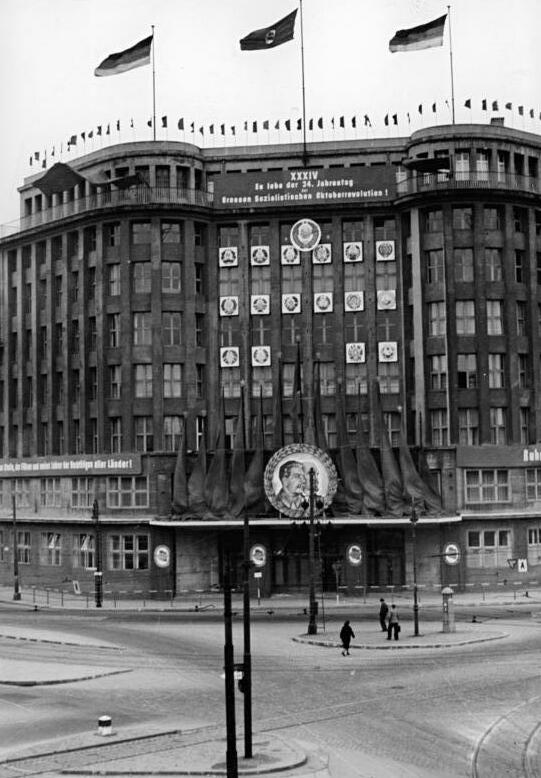
Дом ЦК СЕПГ. 1951

Универмаг «Йо́нас» (нем. Kaufhaus Jonaß) — историческое здание в Берлине, памятник архитектуры. Находится у границы так называемого «квартала Кольвиц» на пересечении улиц Торштрассе и Пренцлауэр-аллее в районе Пренцлауэр-Берг, округ Панков. В 1929 году открылось как первый кредитный универмаг. В Третьем рейхе было конфисковано у еврейских собственников и использовалось молодёжной организацией гитлерюгенд. После войны в здании размещалась штаб-квартира СЕПГ. В мае 2010 года в здании универмага «Йонас» открылся эксклюзивный клубный отель Soho House Berlin.
В начале 1920-х годов берлинский коммерсант еврейского происхождения Герман Голлубер, владелец компании посылочной торговли часами Jonass & Co., GmbH, приобрёл земельный участок, где размещался манеж 1-го гвардейского гренадерского полка имени императора Александра. В 1928—1929 годах на этом месте по заказу Голлубера и его компаньона Гуго Галле было возведено новое массивное здание в стиле новой вещественности по проекту архитекторов Густава Бауэра и Зигфрида Фридлендера. Здание предназначалось для кредитного универмага Jonaß & Co. AG площадью 15 тыс. м². Универмаг предоставлял населению возможность приобретать товары в рассрочку после уплаты четверти стоимости товара.
После прихода к власти национал-социалистов во избежание аризации еврейским владельцам универмага пришлось принять в состав правления двух арийских служащих. Тем не менее, Голлубер и Галле были отстранены от управления предприятием. В 1939 году Голлубер бежал в США, где спустя некоторое время умер. В 1934 году универмаг «Йонас» был переведён на площадь Александерплац в здание Александерхаус, а здание универмага передали в аренду НСДАП. В здании разместилось ведомство по делам имперской молодёжи, во главе с рейхсюгендфюрером Артуром Аксманом. НСДАП выкупила здание в 1942 году. Компания Jonaß & Co. AG съехала из помещений на Александерплац незадолго до окончания Второй мировой войны и на некоторое время вернулась в родные пенаты. В мае 1945 года предприятие, оказавшееся в советской зоне оккупации Германии, было национализировано и ликвидировано.
Летом 1945 года в здание универмага «Йонас» въехал Центральный комитет СДПГ. После слияния СДПГ и КПГ в здании, переименованном в «Дом единства», разместился ЦК СЕПГ. Во время событий 17 июня 1953 года «Дом единства» подвергался атакам со стороны возмущённых рабочих. После переезда ЦК СЕПГ в новый Дом у Вердерского Рынка в 1959—1990 годах в здании размещался Институт марксизма-ленинизма при ЦК СЕПГ вместе с историческим архивом КПГ и Центральным партийным архивом. До 1995 года бывшее здание универмага «Йонас» пустовало, в 1996 году было передано в собственность объединению еврейских наследников. Планы переоборудования здания под отель, административное здание строительной компании или офисное здание не вызвали интереса, и наследники выставили комплекс на продажу. В 2007 году здание приобрела германо-британская инвестиционная группа Cresco Capital за 9 млн евро. Проект реконструкции здания в филиал клуба Soho House был подготовлен по заказу нового собственника берлинским архитектурным бюро JSK. Переоборудование здания в современный закрытый клубный отель Soho House Berlin с жилыми и рабочими помещениями для художников, журналистов, режиссёров и менеджеров из сферы СМИ обошёлся в 30 млн евро. При этом в здании был сохранён в прежнем виде рабочий кабинет первого президента ГДР Вильгельма Пика.